# Округ Хамболт (Ајова)
Хамболт (енгл. Humboldt County) је округ у америчкој савезној држави Ајова.

## Демографија
По попису из 2010. године број становника је 9.815, што је 566 (-5,5%) становника мање 2000. године.
| Група             | 2000.          | 2010.         |
| Белци             | 10.188 (98,1%) | 9.288 (94,6%) |
| Афроамериканци    | 11 (0,1%)      | 44 (0,4%)     |
| Азијати           | 24 (0,2%)      | 32 (0,3%)     |
| Хиспаноамериканци | 100 (1,0%)     | 357 (3,6%)    |
| Укупно            | 10.381         | 9.815         |